# Liste der Bayerischen Staatsminister für Verkehr
Dies ist eine Liste der bayerischen Staatsminister für Verkehr.

## Verkehrsminister Freistaat Bayern (1904 bis 1920)
| Name                      | Amtsantritt                                               | Kabinett                                 | Partei |
| ------------------------- | --------------------------------------------------------- | ---------------------------------------- | ------ |
| Heinrich von Frauendorfer | 1. Januar 1904                                            | Podewils-Dürnitz                         |        |
| Lorenz von Seidlein       | 12. Februar 1912 11. November 1917                        | Hertling Dandl                           |        |
| Heinrich von Frauendorfer | 8. November 1918 17. März 1919 31. Mai 1919 16. März 1920 | Eisner Hoffmann I Hoffmann II von Kahr I |        |

## Verkehrsminister Freistaat Bayern (seit 1945)
| Name                 | Amtsantritt                                                                          | Kabinett                                       | Partei    |
| -------------------- | ------------------------------------------------------------------------------------ | ---------------------------------------------- | --------- |
| Karl Rosenhaupt Bahn | 28. Mai 1945                                                                         | Schäffer                                       | parteilos |
| Michael Helmerich    | 9. Februar 1946                                                                      | Hoegner I                                      | CSU       |
| Otto Frommknecht     | 10. Januar 1947 20. September 1947                                                   | Ehard I Ehard II                               | CSU       |
| Hans Ehard           | 9. Januar 1951                                                                       | Ehard III                                      | CSU       |
| Hanns Seidel         | 1. Oktober 1952                                                                      | Ehard III                                      | CSU       |
| Otto Bezold          | 14. Dezember 1954                                                                    | Hoegner II                                     | FDP       |
| Otto Schedl          | 16. Oktober 1957 9. Dezember 1959 26. Januar 1960 11. Dezember 1962 5. Dezember 1966 | Seidel I Seidel II Ehard IV Goppel I Goppel II | CSU       |
| Anton Jaumann        | 8. Dezember 1970 7. November 1978 7. November 1982 30. Oktober 1986                  | Goppel III Strauß I Strauß II Strauß III       | CSU       |
| Gerold Tandler       | 14. Juni 1988                                                                        | Strauß III                                     | CSU       |
| August Lang          | 19. Oktober 1988 30. Oktober 1990                                                    | Streibl I Streibl II                           | CSU       |
| Otto Wiesheu         | 17. Juni 1993 27. Oktober 1994 6. Oktober 1998 29. November 2005                     | Stoiber I Stoiber II Stoiber III Stoiber IV    | CSU       |
| Erwin Huber          | 29. November 2005                                                                    | Stoiber IV                                     | CSU       |
| Emilia Müller        | 16. Oktober 2007                                                                     | Beckstein                                      | CSU       |
| Martin Zeil          | 30. Oktober 2008                                                                     | Seehofer I                                     | FDP       |
| Joachim Herrmann     | 10. Oktober 2013                                                                     | Seehofer II                                    | CSU       |
| Ilse Aigner          | 21. März 2018                                                                        | Söder I                                        | CSU       |
| Hans Reichhart       | 12. November 2018                                                                    | Söder II                                       | CSU       |
| Kerstin Schreyer     | 6. Februar 2020                                                                      | Söder II                                       | CSU       |
| Christian Bernreiter | 23. Februar 2022 8. November 2023                                                    | Söder II Söder III                             | CSU       |